# Забоззя (зупинний пункт)
Забо́ззя (біл. Забо́ззе) — пасажирський залізничний зупинний пункт Гомельського відділення Білоруської залізниці на лінії Калинковичі — Словечно між зупинними пунктами Богутичі (3,4 км) та Нова Рудня (7 км). Розташований за 1,4 км на схід від однойменного села Забоззя Єльського району Гомельської області.

## Історія
До 1988 року зупинний пункт Забоззя мав статус роз'їзду і назву Богутичі. Дільниця за Єльськом і до прохідного світлофора була двоколійною, а за світлофором починалася одноколійна до станції Словечно. При будівництві другої колії новий зупинний пункт Богутичі був побудований неподалік від села, а роз'їзд Богутичі був перейменований на зупинний пункт Забоззя, який отримав назву від однойменного села з правого боку у лісі.

## Пасажирське сполучення
Приміське пасажирське сполучення здійснюється щоденно поїздами регіональних ліній економкласу сполученням Калинковичі — Словечно.